# Indianópolis (Paraná)
Indianópolis é um município brasileiro do estado do Paraná. Localizado na região noroeste paranaense, sua população, conforme estimativas do IBGE de 2018, era de 4 449 habitantes.
O município é conhecido pela tradicional Festa em Louvor ao Padroeiro Santo Antônio de Lisboa, comemorado anualmente em 13 de junho.

## Etimologia
O termo Indianópolis corresponde à junção de duas palavras: "polis" do grego "cidade" e "indiana", uma homenagem a existência de remanescentes silvícolas nos primórdios da colonização.

## Economia
Sua economia é fortemente baseada na produção avícola (frangos), no setor têxtil e de indústria cerâmica (lajotas, telhas e tijolos). 